# Городовенко Віктор Валентинович
Городовенко Віктор Валентинович (* 22 лютого 1968, Мелітополь, Запорізька область) — суддя Конституційного суду України, Заслужений юрист України, доктор юридичних наук.

## Біографія
Юридичну освіту здобув у Українській юридичній академії.
1993–2003 — працював суддею Мелітопольського міського суду Запорізької області.
2002-2004 — очолював Мелітопольський районний суд.
2004-2005 — очолював Мелітопольський міськрайонний суд.
2005-2017 — очолював Апеляційний суд Запорізької області.
У 2006 році, під керівництвом професора Івана Марочкіна, захистив дисертацію на здобуття наукового ступеня кандидата юридичних наук на тему: «Проблеми незалежності судової влади». Офіційними опонентами на захисті були Олександр Михайленко та Юрій Полянський.
13 листопада 2017 — XIV позачерговий з'їзд суддів обрав В. Городовенка суддею Конституційного суду України за своєю квотою. Його кандидатуру підтримали 186 з 287 присутніх делегатів з'їзду.
Представник України в Консультативній раді європейських суддів Комітету міністрів Ради Європи в Страсбурзі.
Професор кафедри історії і теорії держави та права Запорізького національного університету.